# Héraklés (divadelní hra)

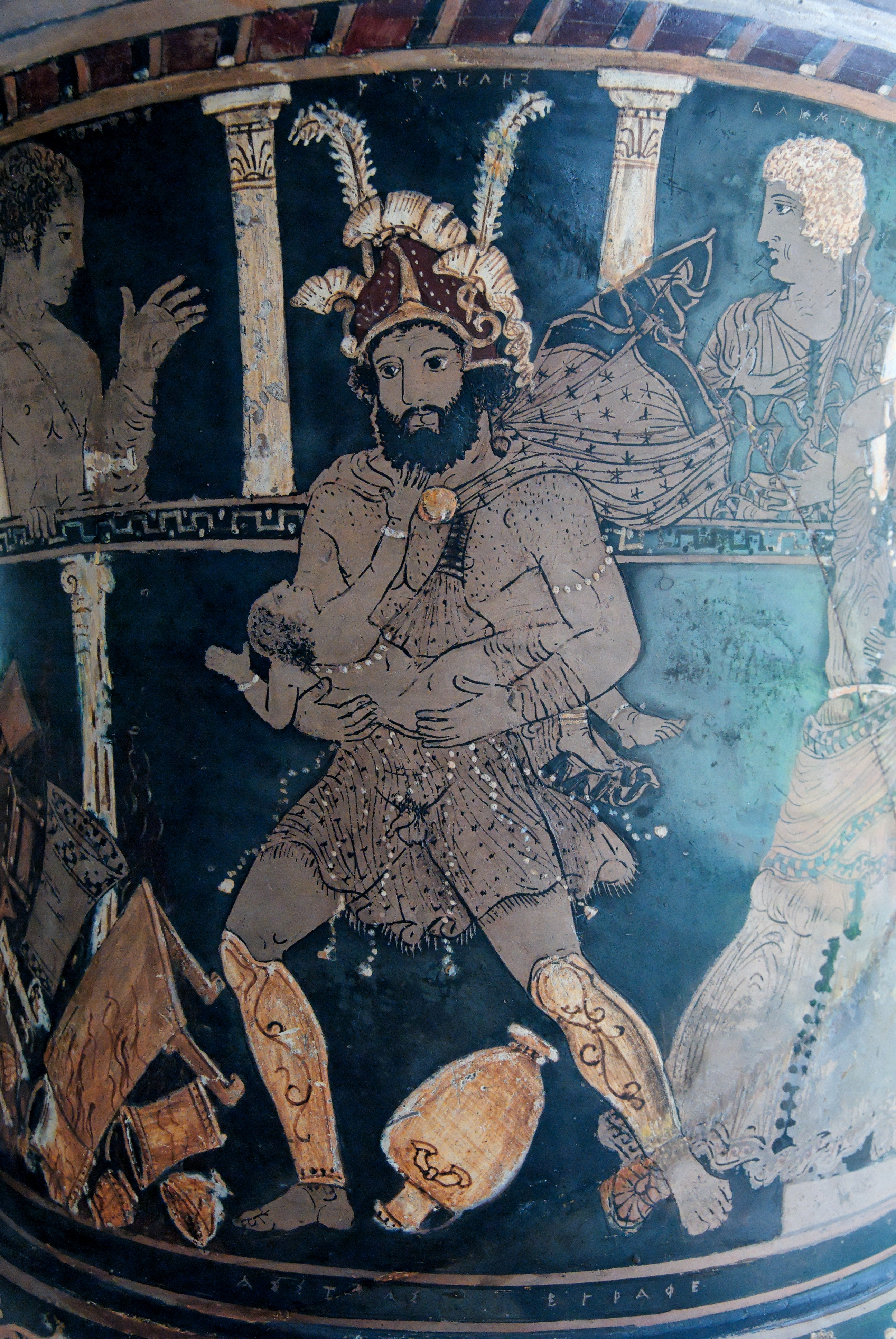
Héraklovo šílenství - červenofigurová technika na krátéru (350-320 př. n. l.)

Hérakles je divadelní hra, jejímž autorem je Euripidés.
Jedná se o klasické dílo, které bylo poprvé uvedeno na scénu v roce 410 př. n. l.
Héraklés zde vystupuje jako hrdina, kterého doženou božské Erínye k tomu, aby v šílenství zabil svou ženu a děti, které se původně snažil zachránit před Thébským vládcem Lycem
Podobně jako v ostatních Euripidových tragédiích zde vystupuje běžné mezi (peras) lidství se vymykající hrdina, jehož velikost, líčená jako pýcha (hybris), ho v posledku zradí a dožene ho k sebezničujícímu šílenství.

## Online dostupné dílo
- Digitalizovaná vydání díla Héraklés v České digitální knihovně
- EURIPIDÉS. Herakles. Překlad Klára Pražáková. Praha: Česká akademie věd a umění, 1924. 83 s. Dostupné online.